# Чернець колосистий

Чернець колосистий, Воронець колосистий, Актея колосиста (Actaea spicata) — багаторічна рослина родини жовтецеві — Ranunculaceae.

## Будова
Стебло 30-80 см заввишки з великими черговими, двічі або тричі трійчасторозсіченими листками, що ростуть від товстих кореневищ, які знаходяться в ґрунті. Квітки непоказні, дрібні, зібрані в китицеподібне суцвіття. Пелюстки дрібні, лопатчасті. Тичинки довші за інші частини квітки. Маточка одна. Плід — соковита багатонасінна ягода чорного кольору.

## Життєвий цикл
Цвіте наприкінці весни — на початку літа.

## Поширення та середовище існування
Рідкісна рослина, яка росте на схилах ярів і берегах лісових струмків. Охороняється.

## Практичне використання
Воронець колосистий — отруйна, лікарська рослина. У його траві знайдено алкалоїди, в плодах і корінні — сапоніни та трансаконітова кислота. Відвар з нього п'ють при психічних та шлункових захворюваннях. Застосовується в гомеопатії.